# Atommassa
Atommassa, tidigare kallad atomvikt, är medelatommassan för blandningen av de förekommande isotoperna av ett grundämne i naturen.
Atommassa anges i atommassenheten, u (unit), som är 1/12 av en 12C-atoms massa. 1 u = 1.660 539 068 92(52) · 10−27 kg.